# Fläskkorv

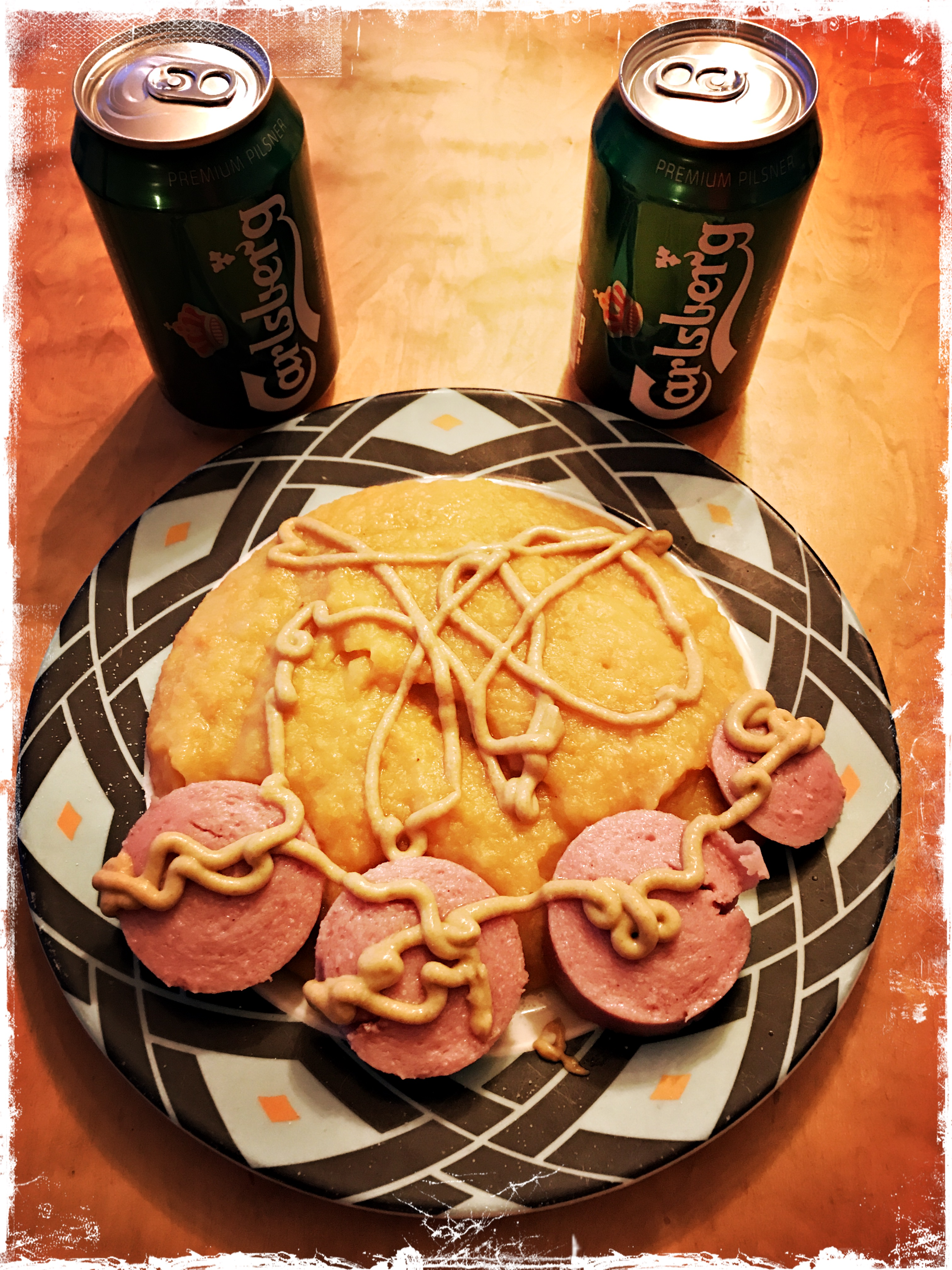
Rotmos, skivad fläskkorv, senap och två burkar öl.

Fläskkorv är i det svenska köket en tjock orökt korv beredd av fläskkött som köttråvara. I korven ingår dessutom grisfett, ibland nötkött, potatismjöl, lök, kryddor och vatten. Köttandelen är cirka 50%. Traditionellt säljs den rå, men numera finns den även färdigkokt och som då endast behöver värmas. Det kan betraktas som svensk husmanskost, serveras ofta med rotmos och är även vanlig på julbordet. Andra namn på denna form av korv är julkorv och i Skåne kokekorv, benämningar som också kan avse olika varianter av fläskkorven.
Fläskkorv var fram till 2002 namnskyddad i Sverige, och skulle innehålla minst 40 procent kött. Den särskilda svenska regleringen togs därefter bort, och endast EU-gemensamma regler för korvars sammansättning tillämpas sedan 2003.
Fläskkorv ingår i gruppen svenska orökta korvar, som även innefattar köttkorv, potatiskorv, värmlandskorv, grynkorv och stångkorv. Fläskkorv och köttkorv är mycket snarlika.